# Vehicle de bombers

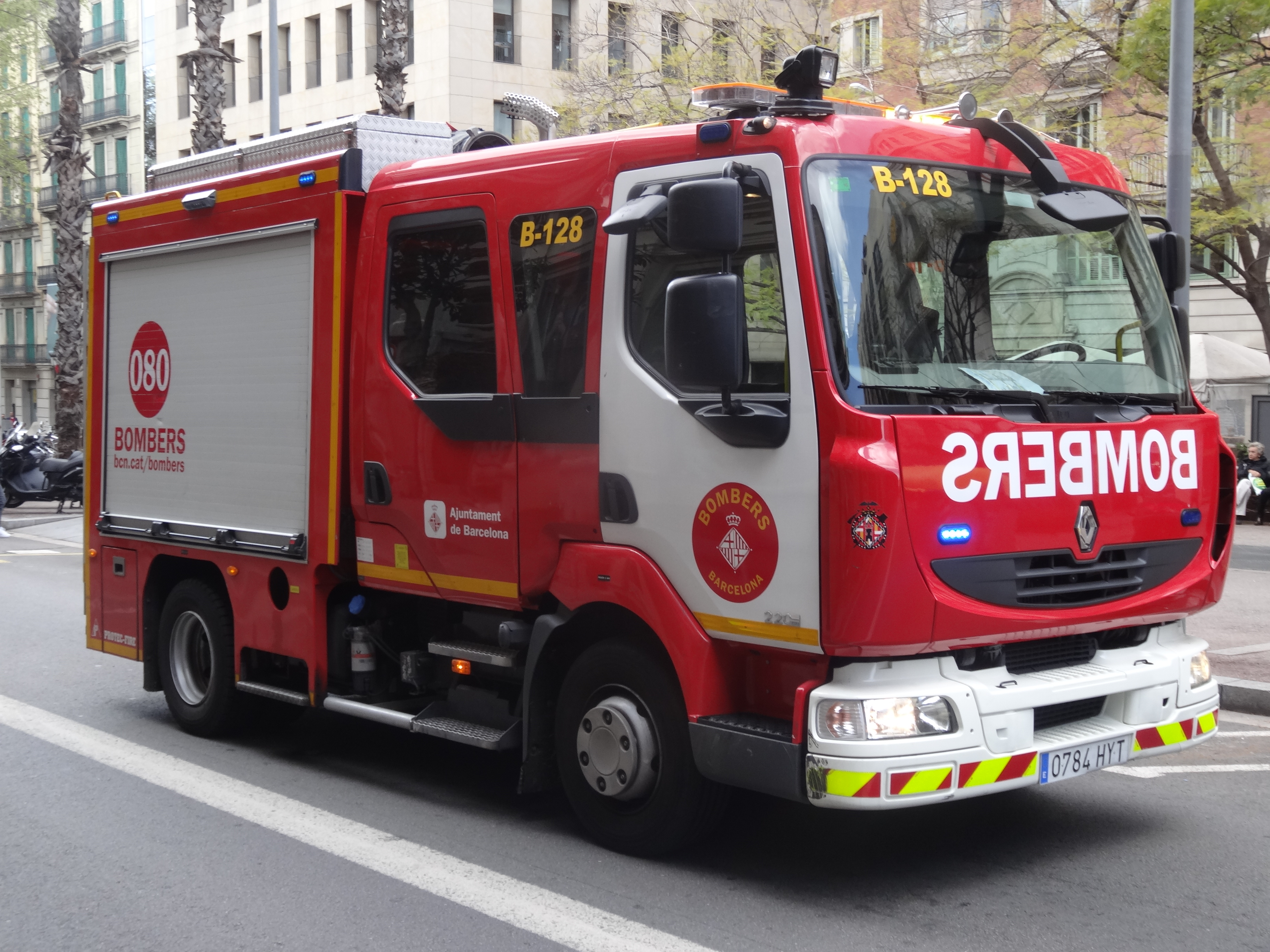
Autobomba urbana lleugera de Bombers de Barcelona

Un vehicle de bombers, popularment anomenat cotxe de bombers, o camió de bombers, és un vehicle de motor proveït d'utensilis per a l'extinció d'incendis i el salvament de persones, utilitzat pels cossos de bombers. Per al seu fàcil reconeixement estan pintats de vermell (o groc en algun cas), tenen llums prioritaris i sirenes. Els més usuals són les autobombes i les autoescales, però també hi ha vehicles de comandament, ambulàncies, furgons de material específic, etc.

## Prioritat
Per tal de poder arribar ràpidament als sinistres, els vehicles de bombers són vehicles prioritaris, és a dir que tenen preferència sobre els altres vehicles quan estan en un servei d'urgència. Els altres vehicles els hauran de cedir al pas, situant-se normalment cap a la dreta, o inclús, si cal, parant.
Quan es dirigeixen a un servei d'urgència, i sempre que utilitzin els senyals lluminosos (llums prioritaris) i acústics (sirena), poden superar el límit de velocitat i estan exempts de complir altres normes i senyals (semàfors, línies contínues, contra direccions, etc.), sempre prenent les màximes precaucions per no provocar atropellaments o accidents.

## Identificació
Els vehicles de bombers han d'estar convenientment identificats, per tal que els altres vehicles els reconeguin com a prioritaris. S'identifiquen pels senyals lluminosos i acústics, color de la carrosseria, la retolació i escuts.

### Llums prioritaris

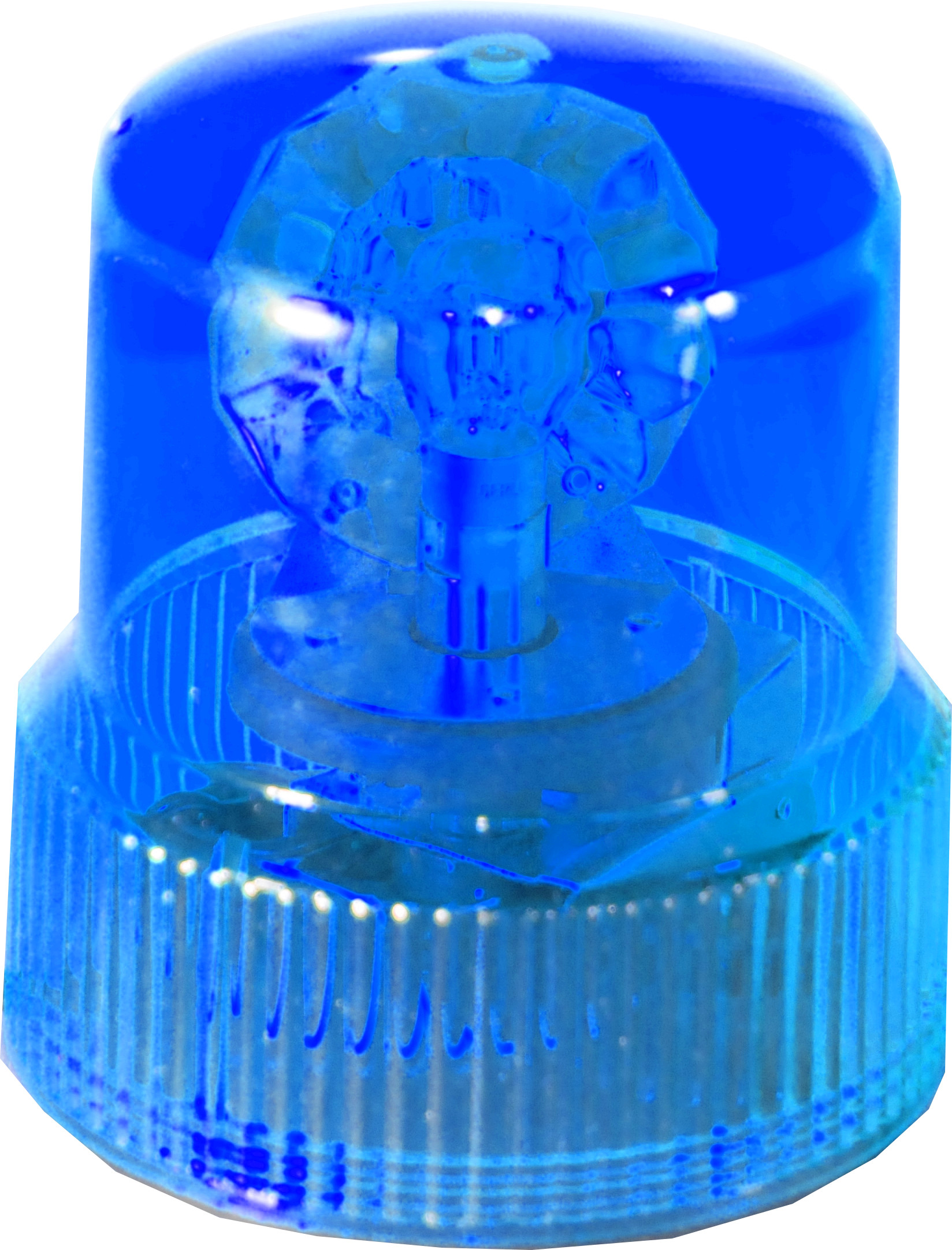
Rotatiu blau

Els llums prioritaris, llums d'emergència, o rotatius, estan instal·lats al pont de llums o bé directament al sostre del vehicle, recoberts d'una carcassa de plàstic transparent de color. El color varia en funció del país: a Europa és blau (a Espanya eren de color taronja fins al 2018); vermell a molts dels estats dels EUA, a Amèrica del Sud, al Japó; blau i vermell a la Xina.
A l'estat espanyol el senyal lluminós dels vehicles prioritaris està catalogat com a V-1 en l’annex XI del Reglament General de Vehicles, homologats d’acord amb el Reglament CEPE/ONU número 65. Ha de ser visible en totes les direccions, a una distància mínima de 50 metres.

### Sirena
La sirena és un aparell generador de sons de gran intensitat, utilitzat per a obtenir la prioritat de pas d'un vehicle en una via pública. A l'estat espanyol la Llei del Soroll limita el volum de les sirenes entre 70 i 90 decibels, mesurats a 3 metres, a la nit. S'ha d'utilitzar sempre acompanyada dels llums prioritaris.

Antigament el senyal acústic d'avís dels vehicles de bombers era una campana, que un bomber feia repicar. A principis del segle xx, els primers automòbils de bombers van substituir la campana per la botzina, però la confusió que suposava la botzina dels altres automòbils, va implicar la incorporació de la sirena elèctrica, recentment inventada, i prohibida per als vehicles particulars. Era d'un sol to continu, que un bomber modificava la seva cadència accionant un polsador. Posteriorment la cadència es va automatitzar, però mantenint la mateixa tonalitat. Actualment les sirenes són electròniques o electropneumàtiques, amb diferents tons.

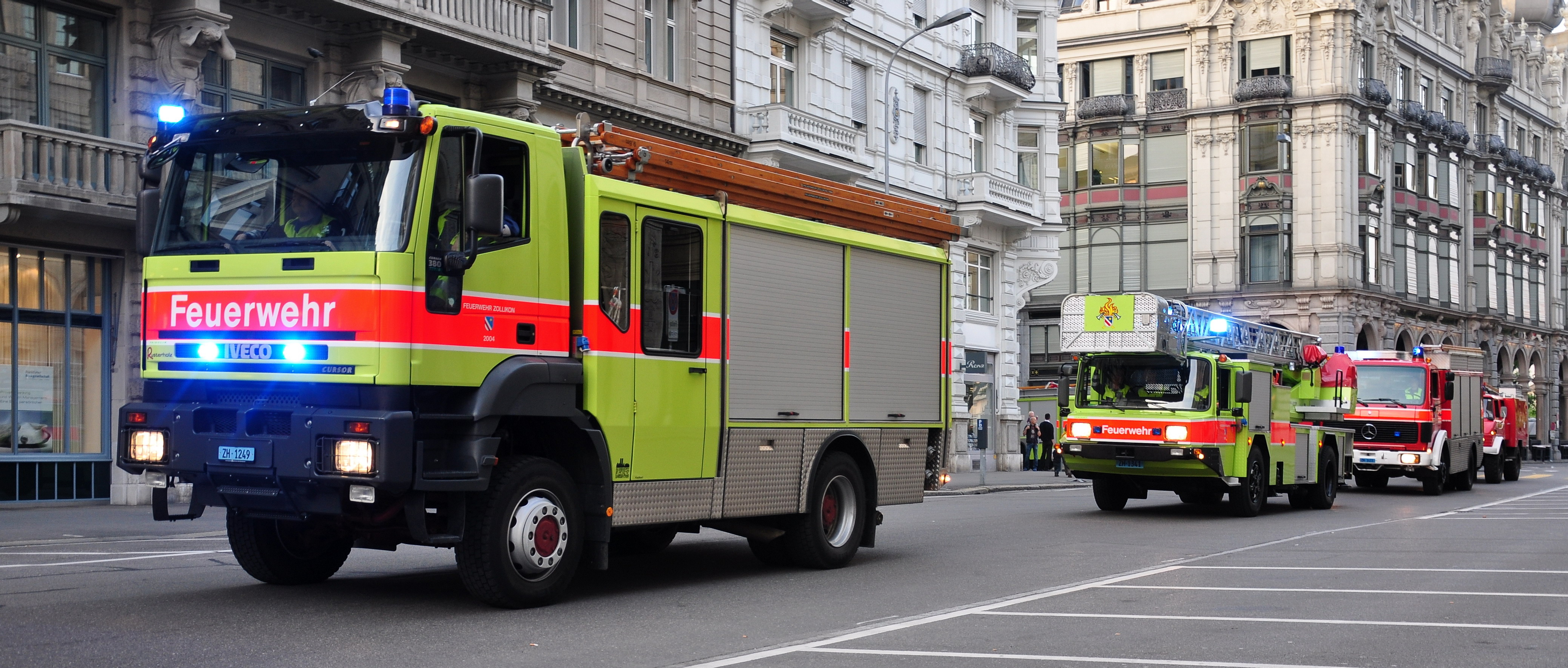
Color groc llimona als vehicles de bombers de Zúric, Suïssa

### Color
El color vermell foc (RAL 3000) era el tradicionalment utilitzat pels vehicles de bombers. Actualment a Europa els vehicles de bombers són generalment de color vermell trànsit (RAL 3020).

Tradicionalment els vehicles de bombers són de color vermell. El vermell representa el perill. Quan els vehicles eren majoritàriament negres, el vermell destacava. A més el vermell té la longitud d'ona més llarga en l'espectre visible, per això es pot veure de més lluny. Tanmateix estudis recents han demostrat que el color més visible és el de longitud d'ona entre 510 i 570 mm, que correspon al groc llimona, especialment a la nit. Però també hi ha estudis que consideren més rellevant que la població reconegui el vehicle prioritari pel seu color vermell, i que el dèficit de visibilitat es pot compensar amb bandes reflectants. Així, en algunes ciutats o països s'està introduint el color groc llimona, com als EUA, tot i que alguns han tornat al vermell; són grocs a Zúric (Suïssa), a Canberra (Austràlia); a Espanya són grocs els vehicles dels bombers de Cadis, Gran Canaria, i els forestals d'Astúries. Hi ha casos particulars, com la 5ª Companyia de Santiago, Xile, que té els vehicles de color verd.

Patró Battenberg per a bombers

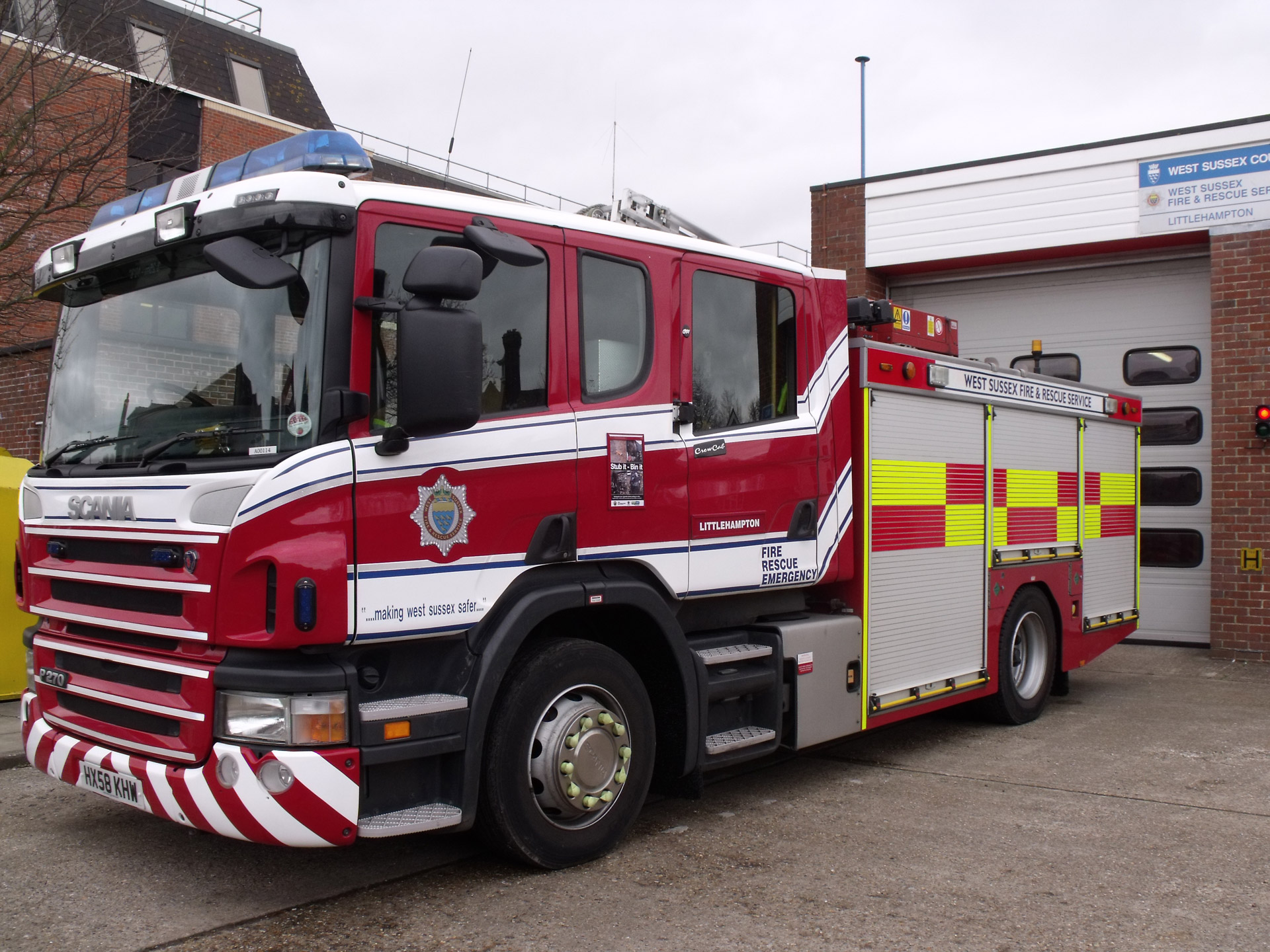
Autobomba urbana pesant de Sussex, Anglaterra

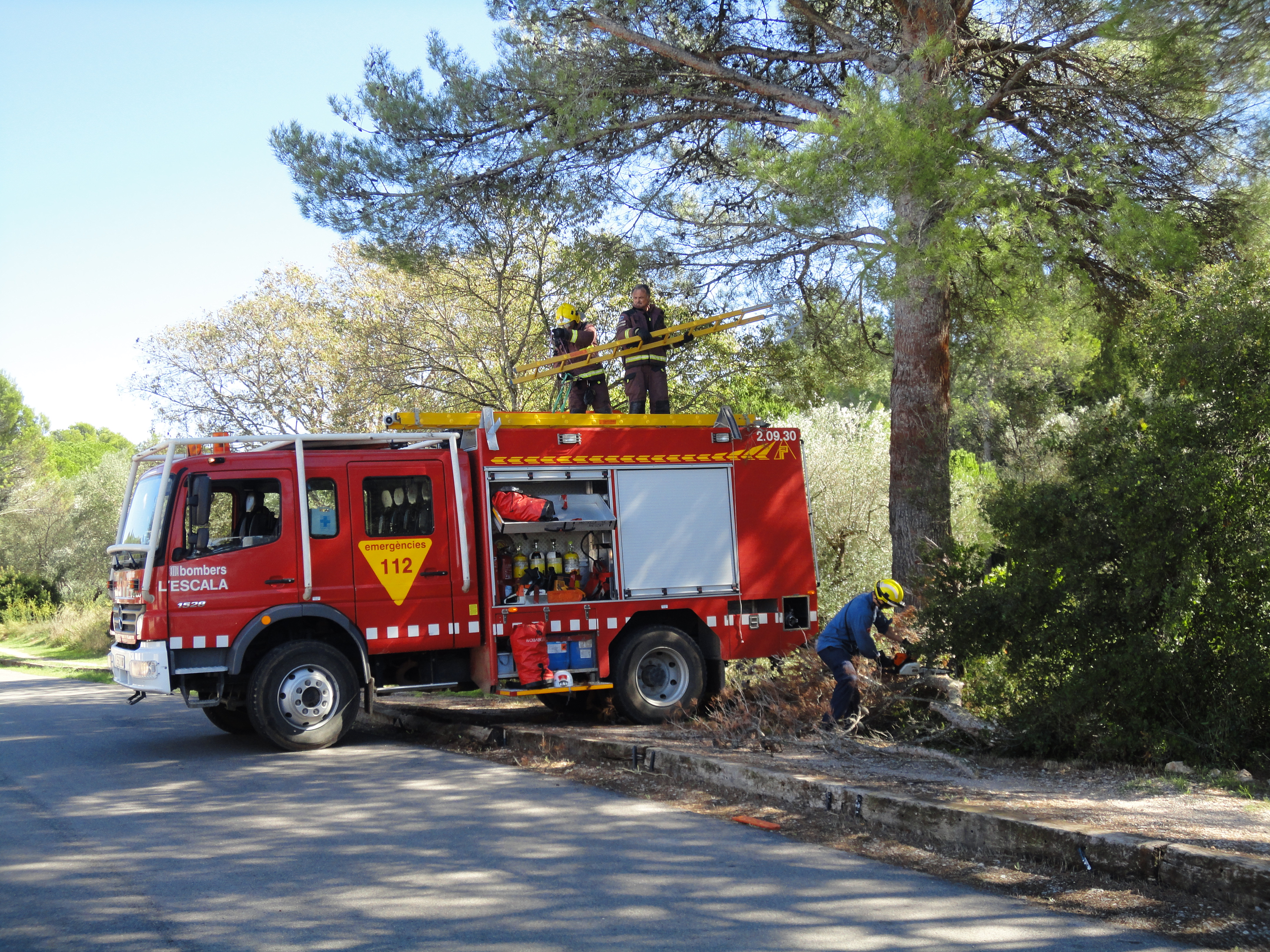
Autobomba rural pesant de Bombers de la Generalitat de Catalunya

Generalment també s'utilitzen bandes reflectants en diferents parts del vehicle, per augmentar la seva visibilitat. En alguns països s'està introduint el patró Battenberg (també anomenat tartà Sillitoe), consistent en una quadrícula de colors d'alta visibilitat, normalment de colors vermell i groc. En els vehicles de Bombers de la Generalitat de Catalunya el patró Battenberg es limita a una sola filera de quadrats blancs sobre el fons vermell del vehicle.

### Retolació
La identificació del vehicle es complementa amb la retolació 'Bombers', invertida a la part frontal (perquè es pugui llegir des del retrovisor dels vehicles que el precedeixen), l'escut o referent institucional del cos de bombers als laterals, i el codi d'identificació operativa del vehicle, al frontal, laterals, darrera i al sostre (per a la identificació des dels mitjans aeris).

## Tipus
Els tipus de vehicles de bombers a Espanya està definit a la norma UNE-EN 1846-1. Són els següents:

### Autobomba
Una autobomba és un vehicle automòbil dotat d'una bomba accionada pel motor. En funció del lloc d'ús i de les dimensions, es classifiquen en:
- Autobomba urbana lleugera (BUL): Autobomba de dimensions reduïdes i de gran capacitat de maniobra i penetració, que té una capacitat mínima per a 800 l d'aigua, aproximadament, i que s'utilitza en serveis urbans.
- Autobomba urbana pesant (BUP): Autobomba que té una capacitat mínima per a 3.200 l d'aigua, aproximadament, i que s'utilitza en tot tipus d'incendis urbans.
- Autobomba rural lleugera (BRL): Autobomba de dimensions reduïdes i de gran capacitat de maniobra i penetració, que té una capacitat mínima per a 800 l d'aigua, aproximadament, i que s'utilitza en serveis rurals.
- Autobomba rural pesant (BRP): Autobomba que té una capacitat mínima per a 2.400 l d'aigua, aproximadament, i que s'utilitza en serveis rurals.
- Autobomba forestal lleugera (BFL): Autobomba de dimensions reduïdes i de gran capacitat de maniobra i penetració, que té una capacitat mínima per a 600 l d'aigua, aproximadament, i que s'utilitza en serveis forestals.
- Autobomba forestal pesant (BFP): Autobomba que té una capacitat mínima per a 3.000 l d'aigua, aproximadament, i que s'utilitza en serveis forestals.
- Autobomba cisterna d'aigua (BNP): Autobomba que té una capacitat mínima per a 8.000 l d'aigua, aproximadament, i que s'utilitza en grans incendis.
- Autobomba cisterna d'escuma: Autobomba que té una capacitat mínima per a 7.200 l d'escuma, aproximadament, i que s'utilitza en sinistres especials i en grans incendis industrials.
- Autobomba aeroportuària: Autobomba de gran capacitat d'aigua (fins a 19.000 l), tracció total per a actuar fora de les pistes, i maniobra del canó d'aigua des de la cabina, que s'utilitza en serveis d'aeroports.[29]

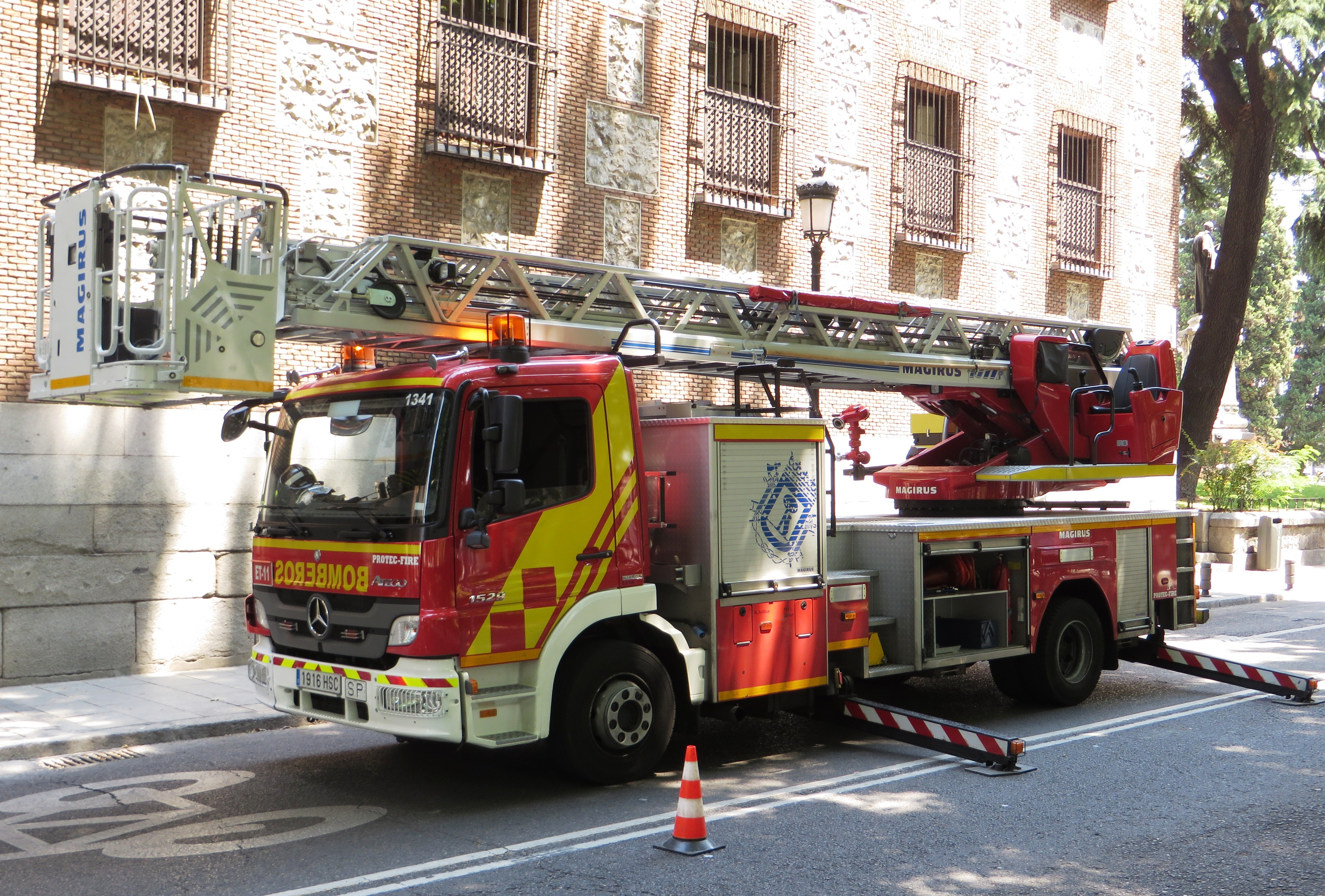
Autoescala automàtica de Bombers de Madrid

### Autoescala
Una autoescala és un vehicle automòbil dotat d'una escala extensible, que s'utilitza en incendis urbans i en salvaments.

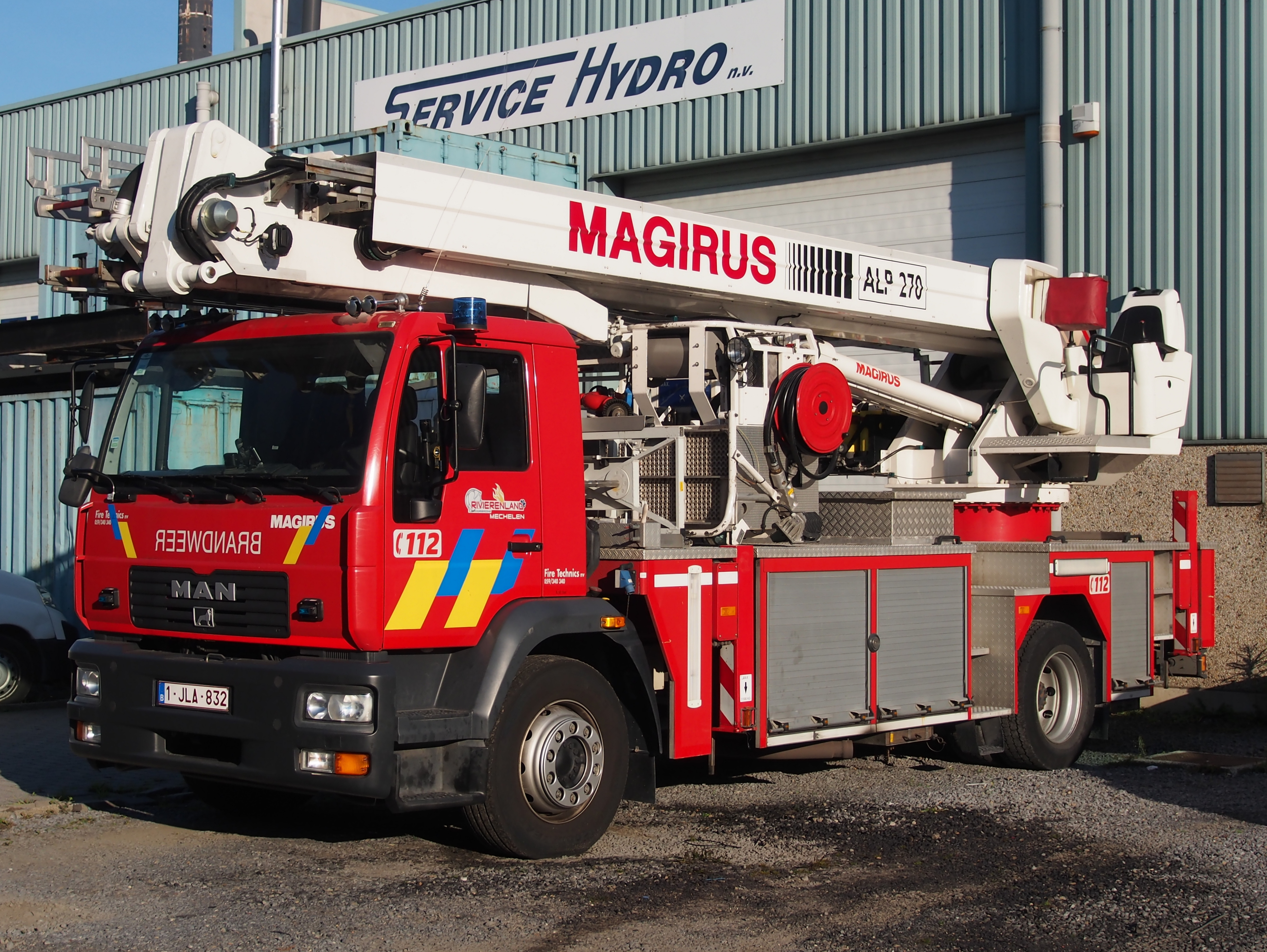
Autobraç articulat d'Anvers, Bèlgica

- Autoescala automàtica (AEA): Vehicle automòbil dotat d'una escala extensible automàtica, que s'utilitza en incendis urbans i en salvaments.
- Autoescala semiautomàtica (AES): Vehicle automòbil dotat d'una escala extensible que s'acciona mitjançant la combinació de mecanismes manuals i de dispositius automàtics.
- Autoescala mecànica (AEM): Vehicle automòbil dotat d'una escala extensible mecànica, que s'utilitza en incendis urbans i en salvaments.

### Autobraç
- Autobraç articulat (ABA): Vehicle automòbil dotat d'un braç articulat amb cistella de salvament, que s'utilitza en incendis urbans i en salvaments.[2]
- Autobraç extensible (ABE): Vehicle automòbil dotat d'un braç telescòpic d'accionament hidràulic amb cistella de salvament, que s'utilitza en incendis urbans i en salvaments.[2]

### Furgó
Un furgó és un vehicle automòbil llarg i cobert que s'utilitza per a transportar material o persones:

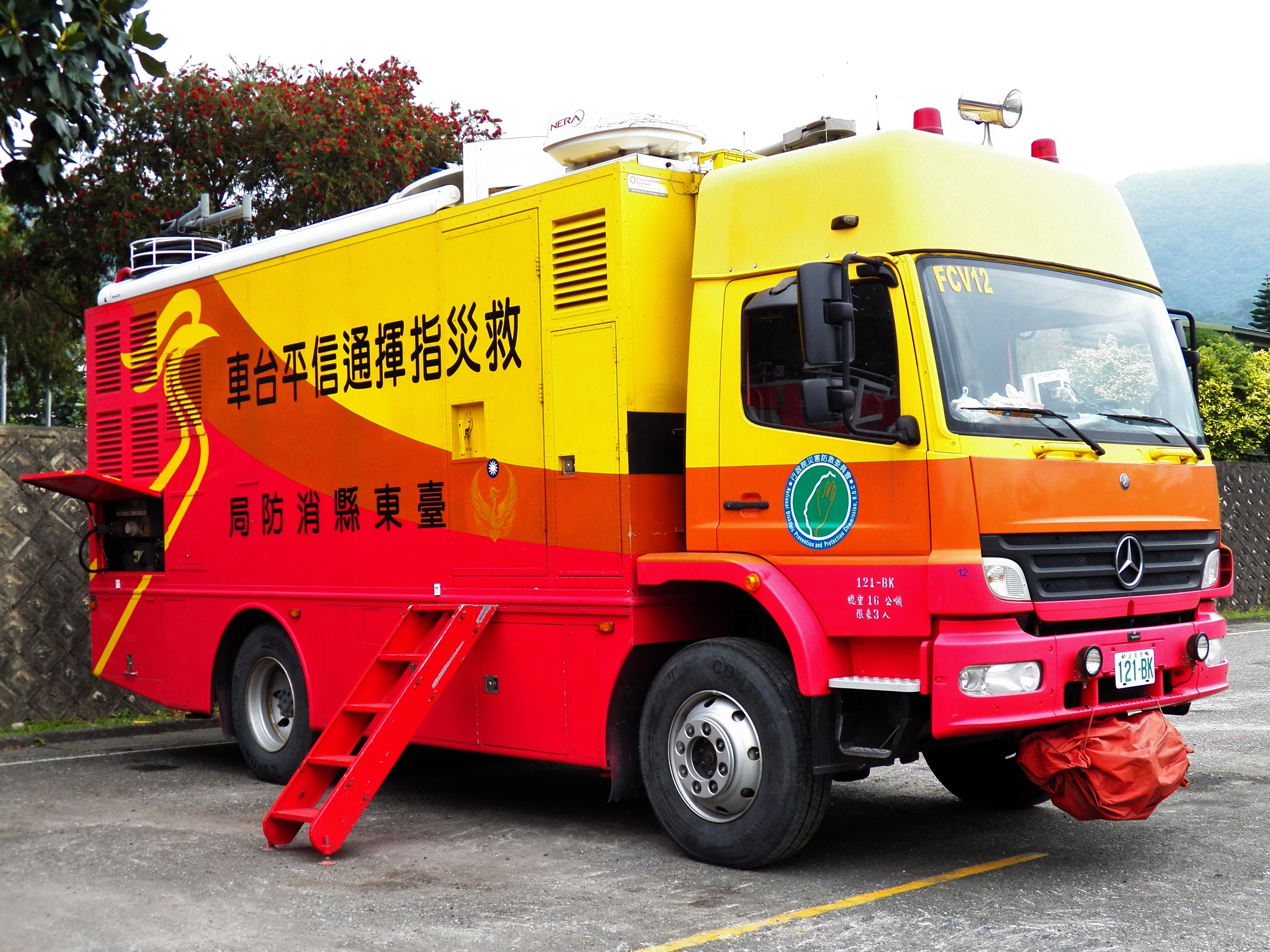
Vehicle de comandament avançat de Taitung, Taiwan

- Furgó de salvaments diversos (FSD): Furgó que s'utilitza per a transportar material divers que pot ser necessari per a recuperar persones que es troben en perill.
- Furgó de risc químic (FRQ): Furgó que s'utilitza per a transportar material apropiat per a intervenir en sinistres d'indústries amb risc químic.
- Furgó de radiocomunicacions: Furgó amb aparells de radiotransmissió des del qual els efectius destinats a un sinistre mantenen permanentment el contacte amb el control central.
- Furgó d'escalada i espeleologia: Furgó que s'utilitza per a transportar l'equip i el material d'un grup de salvament de muntanya.
- Furgó d'equips respiratoris (FER): Furgó que s'utilitza per a transportar botelles d'aire comprimit, caretes i els accessoris necessaris per a realitzar una actuació no aquàtica en què és necessari protegir-se les vies respiratòries.
- Furgó d'equips aquàtics (FEA): Furgó que s'utilitza per a transportar els aparells, la indumentària i els complements necessaris per a realitzar un salvament aquàtic.

### Comandament
- Unitat lleugera de comandament (ULC): Vehicle utilitzat pels comandaments que organitzen i coordinen una actuació.[2]
- Unitat mòbil de comandament (UMC): Vehicle que utilitzen els comandaments per al suport d'una actuació.
- Vehicle de comandament avançat (CCA): Vehicle que funciona com a Centre de Comandament Avançat, que és l'òrgan operatiu d'un cos de bombers que dirigeix les operacions d'actuació prop d'un sinistre i n'informa directament al centre de coordinació.[30]

### Ambulància

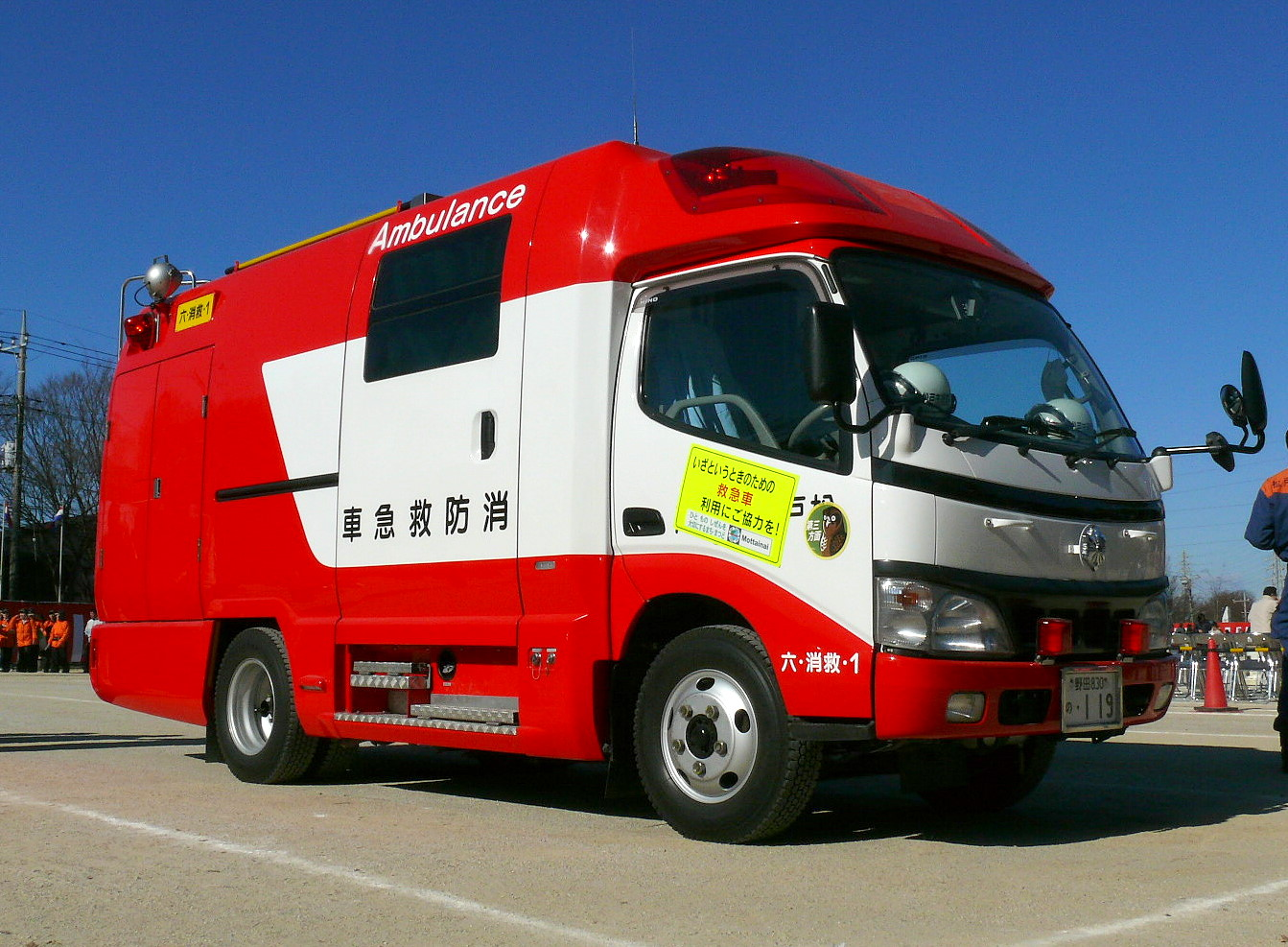
Ambulància dels bombers de Matsudo, Japó

L'ambulància de bombers (AMB) és un vehicle equipat per al trasllat de ferits i per a prestar primers auxilis. És un vehicle UCI sanitaritzat, operat per personal del cos de bombers.

## Tren d'auxili
Tren d'auxili, sortida, o unitat d'intervenció, és la unitat operativa completa que intervé en una operació dels bombers. El nombre i tipus de vehicles de bombers que intervenen en un servei depèn del tipus de sinistre i de l'organització de cada cos de bombers. La primera sortida és el grup d'unitats d'intervenció que surt d'un parc en primer lloc cap a un sinistre.
La primera sortida normalitzada és un invent dels bombers de París, de finals del segle xix, que consistia en 2 bombes i 1 escala. A començament del segle XX ho desglossen en 'primera sortida', que era un furgó de personal i una escala, tirats per cavalls, i la 'segona sortida', si la pressió dels hidrants d'incendis era insuficient, d'una bomba de vapor, i el rodet de mànegues, també tirats per cavalls.
Els bombers de Barcelona, inspirats en el model de París, van crear el 'model Barcelona' on la 'sortida completa' per a incendis consta de: 2 tancs (1 autobomba urbana lleugera i 1 autobomba urbana pesant), 1 autoescala i 1 ambulància, i en funció del nivell d'importància del servei s'hi afegeix una unitat lleugera de comandament, amb el cap de sector (nivell 3) i un altre amb el cap de guàrdia (nivell 4).

## Història

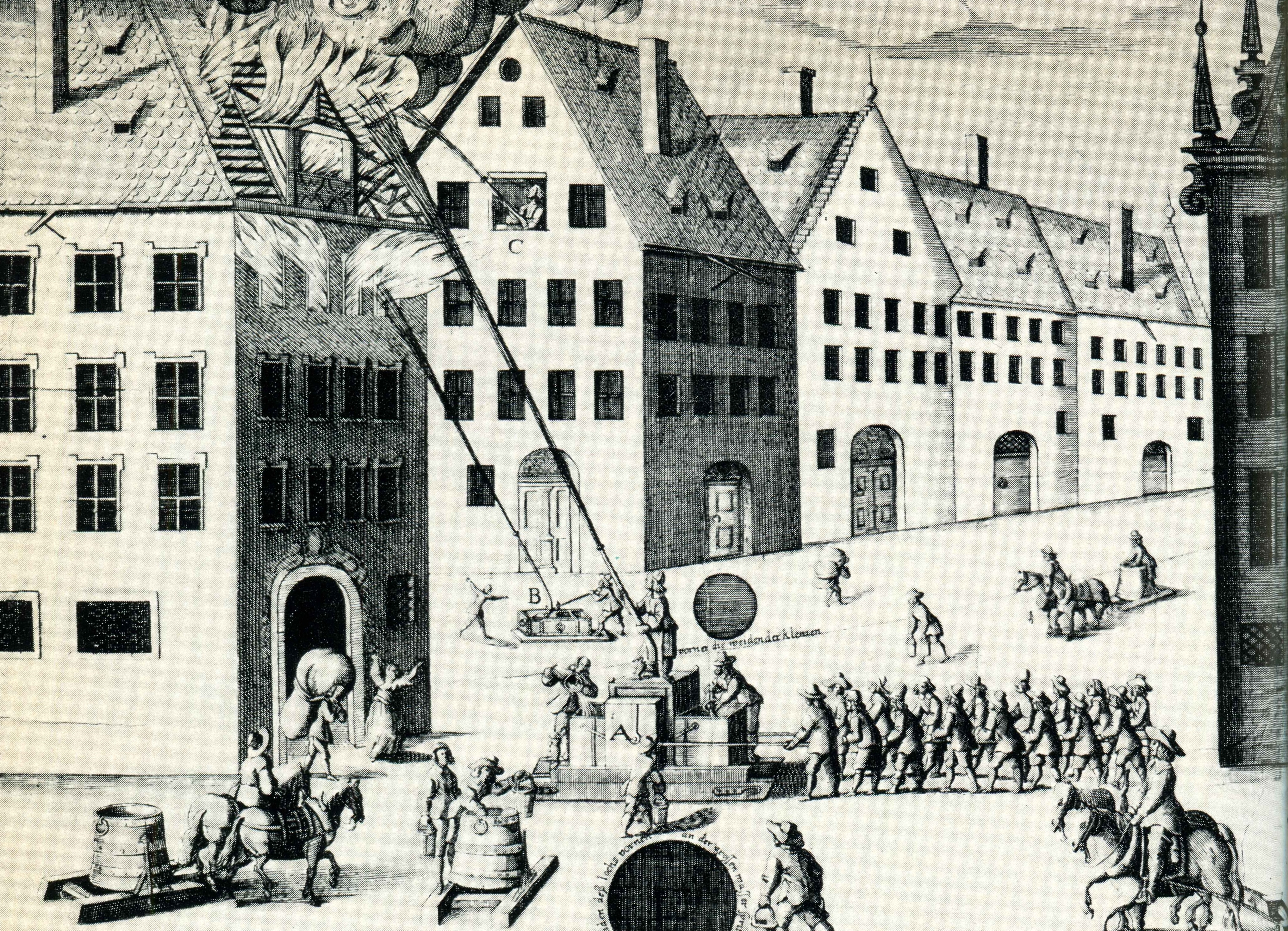
Bomba d'incendis de Hans Hautsch, a Nuremberg, 1658

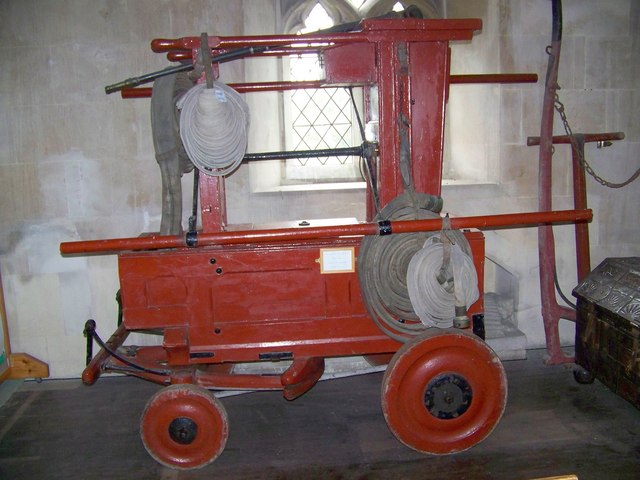
Bomba hidràulica manual de Richard Newsham, 1728

La primera bomba impel·lent d'aigua que es coneix la va inventar l'enginyer i mecànic grec Ctesibis, deixeble d'Arquímedes, que va viure a Alexandria el segle iii aC; el seu invent és conegut com la ctesibica machina. Tres segles més tard el matemàtic i mecànic Heron, també d'Alexandria, va descriure a la seva obra Pneumàtica una bomba especialment pensada per a l'extinció d'incendis que desenvolupava els principis de Ctesibis. Els romans la van perfeccionar, utilitzant la bomba hidràulica -siphos- en la lluita contra el foc.
Van passar molts segles abans no sorgissin noves referències a bombes hidràuliques. El 1477 Anton Platter, joier d'Augsburg va inventar una xeringa d'aigua. El 1590, l'enginyer anglès Cyprian Lucar descriu una espècie de xeringa amb rodes, amb un cilindre i un pistó per donar pressió, i que podia impel·lir l'aigua a força alçada. El 1650 Hans Haust, de Nuremberg, va construir una bomba d'incendis amb aire comprimit per emetre un corrent continu d'aigua de fins a 20 m d'alçada. A cada costat, 14 homes treballaven un pistó d'anada i tornada horitzontalment.
També al segle xvii, l'holandès Jan van der Heyden, va ser el primer en dissenyar una mànega per a l'extinció d'incendis, que era de cuir, amb connexions de bronze als extrems per a connectar les mànegues.
El 1718 l'inventor anglès Richard Newsham va patentar una bomba hidràulica manual en un carro tirat per bombers, que moltes companyies nord-americanes van importar.

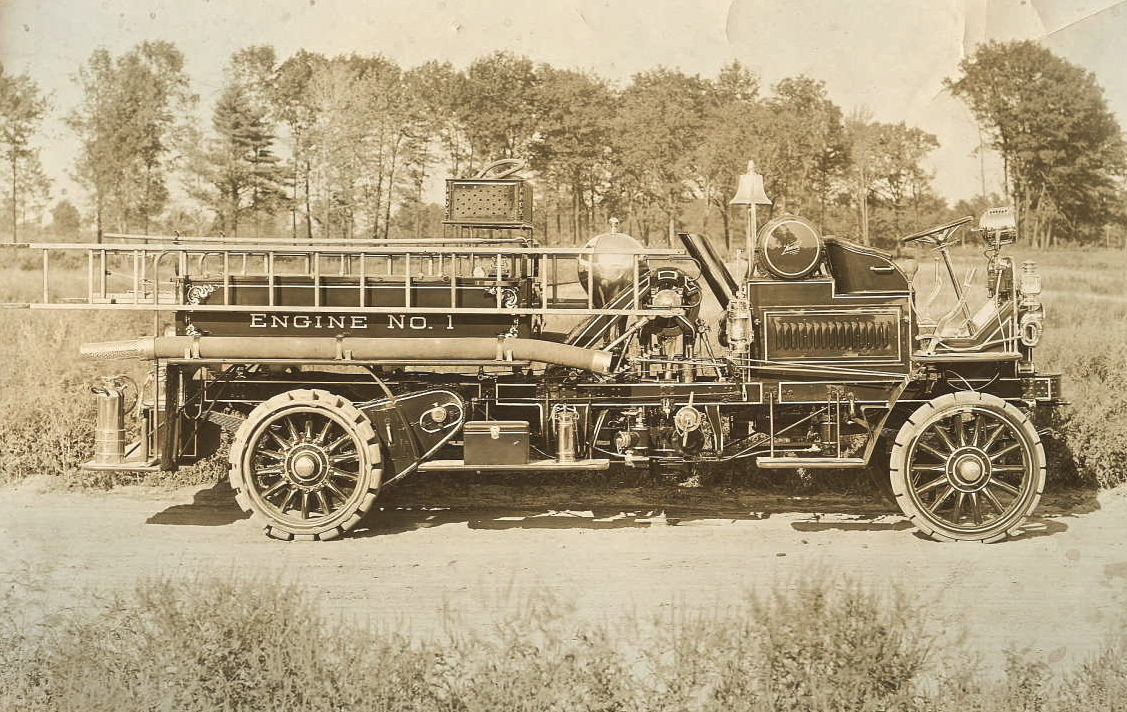
Knox, un dels primers vehicles de bombers moderns, fabricat el 1905 a Springfield, Massachusetts

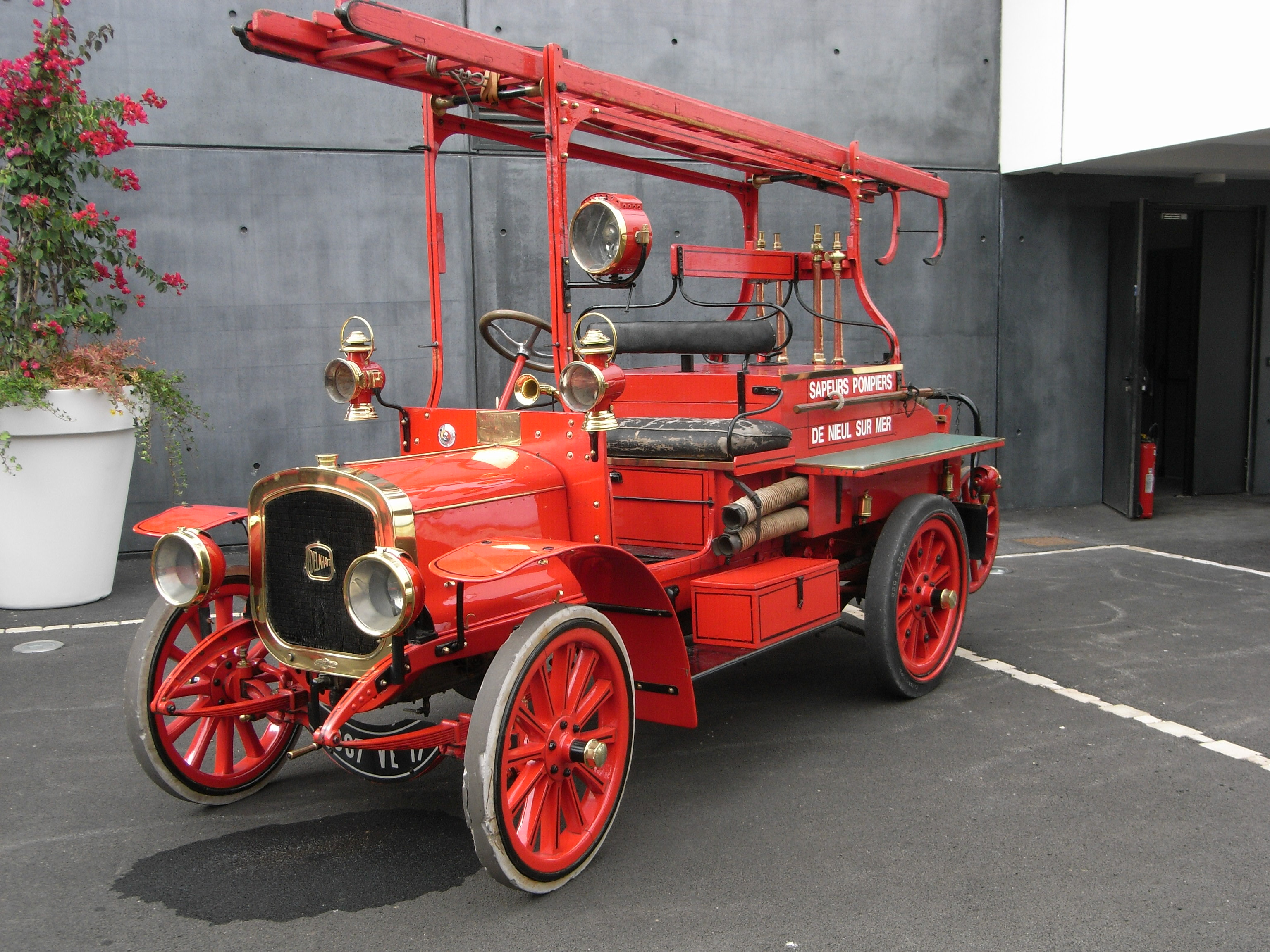
Autobomba Delahaye 1919, com l'adquirida per Bombers de Barcelona el 1922

A Catalunya, les primeres bombes hidràuliques manuals contra incendis es van fabricar a La Maquinista Terrestre y Marítima a mitjans del segle xix.
Les bombes es van anar perfeccionant i posant sobre carros per a tranportar-les, i el 1820 es va fabricar la primera bomba de vapor, de John Braithwaite a Anglaterra. A Nova York no va arribar fins al 1840. El 1832 la companyia nº 1 de bombers voluntaris de Nova York va comprar el primer cavall, ja que l'epidèmia de febre groga havia minvat el nombre de bombers. La idea va tenir èxit i es va estendre ràpid per tot el país.

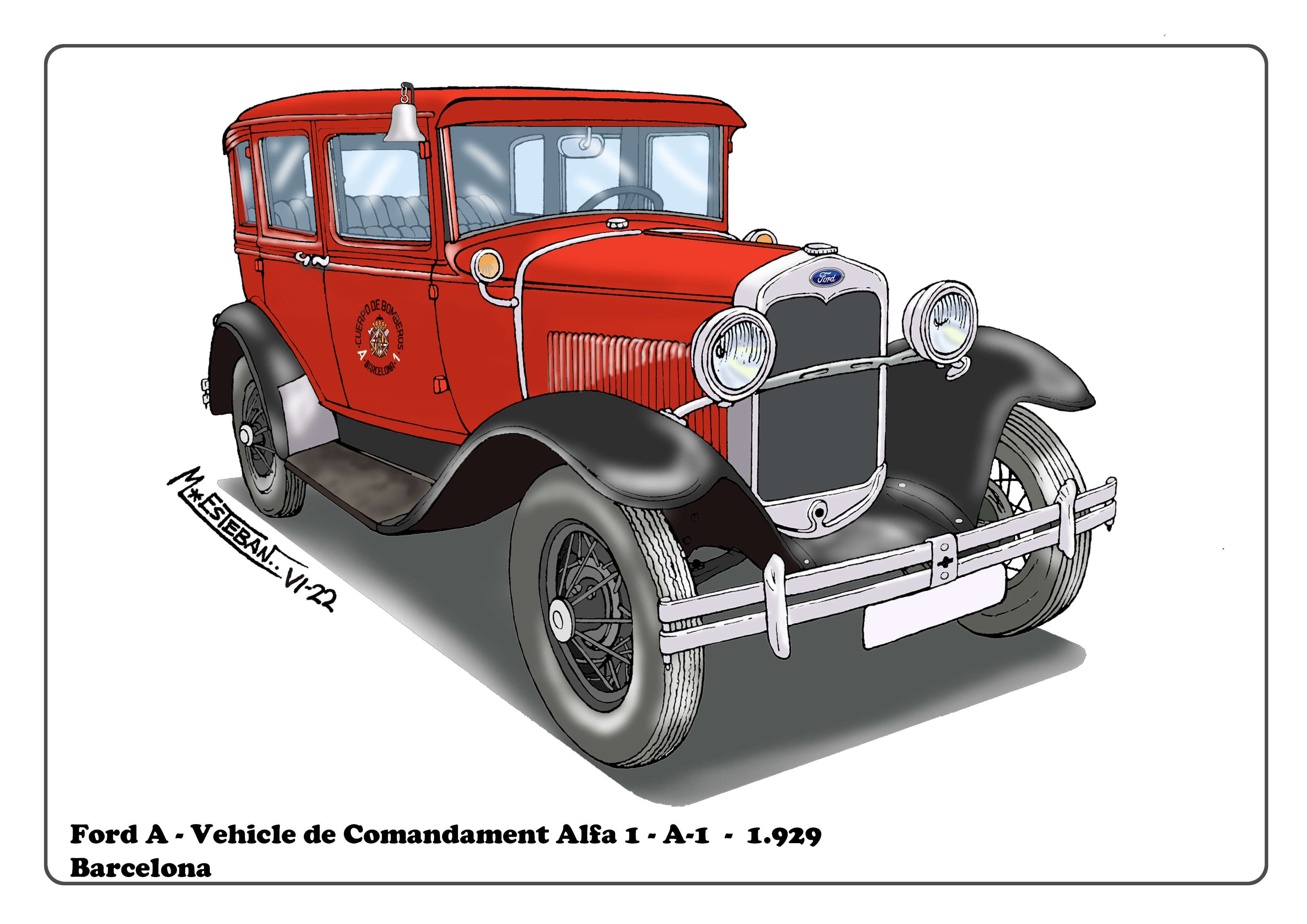
Ford A, vehicle de comandament de Bombers de Barcelona, 1929

El primer vehicle de bombers autopropulsat, pel vapor de la bomba, va ser el 1841 a Nova York, però als bombers no els va agradar i no es va utilitzar fins 10 anys més tard. El 1899 a París es va introduir el primer vehicle de propulsió elèctrica per al transport de bombers, el 1900 per al transport de la bomba de vapor, i el 1902 per a l'autoescala.
El 1905 a Springfield, Massachusetts, Knox Automobile Company va fabricar els primers vehicles de bombers motoritzats. El 1906 a Tours, França, Delahaye construeix el furgó-bomba model 1906, amb un motor de 4 cilindres de 50 cavalls, amb capacitat per a 15 bombers. El 1919 construeix el model 13/18 type 84, amb capacitat per a 6 bombers, dipòsit de 400 litres d'aigua i una bomba de 600 m3/h, amb una mànega de primers socors. Aquest vehicle serà un dels primers que adquirirà Bombers de Barcelona l'any 1922 per al parc de la Ciutadella i que serà conegut pels bombers com a 'Genoveva'.